# Canon EOS 50D
De Canon EOS 50D is een digitale 15,5 megapixel-spiegelreflexcamera voor semi-professioneel gebruik. De camera werd gelanceerd op 26 augustus 2008 en was in september 2008 verkrijgbaar in de winkels. Het is de opvolger van de 40D uit 2007. Net als zijn voorganger maakt hij gebruik van een APS-C-sensor, met als gevolg dat de sensor een 1,6x cropfactor veroorzaakt.
Op de camera kunnen lenzen van de typen EF en EF-S worden aangesloten.

## Verbeteringen
Veranderingen in de 50D ten opzichte van de 40D omvatten een stijging in het aantal megapixels, van 10,1 naar 15,1 megapixels. Daarnaast is ook het lcd-scherm voorzien van een hogere resolutie.